# Sărbători publice în Letonia
Aceasta este o listă a sărbătorilor publice din Letonia.
| Dată                          | Denumirea în română                 | Numele local                                       | Observații |
| ----------------------------- | ----------------------------------- | -------------------------------------------------- | --- |
| 1 ianuarie                    | Ziua Anului Nou                     | Jaunais Gads                                       | |
| Vinerea de dinaintea Paștelui | Vinerea Mare                        | Lielā Piektdiena                                   | |
| Martie/Aprilie                | Paștelui                            | Lieldienas                                         | |
| A doua zi de Paști            | Lunea Luminată                      | Otrās Lieldienas                                   | |
| 1 mai                         | Ziua Muncii                         | Darba svētki                                       | Convocarea adunării constituționale din 1920 este celebrată în aceeași zi. |
| 4 mai                         | Ziua recâștigării independenței     | Latvijas Republikas Neatkarības atjaunošanas diena | La 4 mai 1990 Letonia și-a proclamat independența față de URSS și reinstituirea Republicii Letone. Dacă această zi cade într-o zi de sfârșit de săptămână, prima zi de luni este liberă. |
| A doua duminică din mai       | Ziua mamei                          | Mātes diena                                        | |
| 23 iunie                      | Ajunul solstițiului de vară         | Līgo Diena                                         | |
| 24 iunie                      | Solstițiul de vară                  | Jāņi                                               | |
| 18 noiembrie                  | Ziua Proclamației Republicii Letone | Latvijas Republikas proklamēšanas diena            | Independența Letoniei a fost proclamată în această zi în 1918. Dacă această zi cade într-o zi de sfârșit de săptămână, prima zi de luni este liberă.                                     |
| 24 decembrie                  | Ajunul Crăciunului                  | Ziemassvētku vakars                                | |
| 25 decembrie                  | Crăciun                             | Ziemassvētki                                       | |
| 26 decembrie                  | A Doua Zi de Crăciun                | Otrie Ziemassvētki                                 | |
| 31 decembrie                  | Ajunul Anului Nou                   | Vecgada vakars                                     | |